# Рюбиньи
Рюбиньи́ (фр. Rubigny) — коммуна во Франции, находится в регионе Шампань — Арденны. Департамент — Арденны. Входит в состав кантона Шомон-Порсьен. Округ коммуны — Ретель.
Код INSEE коммуны — 08372.
Коммуна расположена приблизительно в 165 км к северо-востоку от Парижа, в 85 км севернее Шалон-ан-Шампани, в 39 км к западу от Шарлевиль-Мезьера.

## Население
Население коммуны на 2008 год составляло 75 человек.
| 1962 | 1968 | 1975 | 1982 | 1990 | 1999 | 2008 |
| ---- | ---- | ---- | ---- | ---- | ---- | ---- |
| 102  | 104  | 89   | 64   | 76   | 64   | 75   |

## Экономика
В 2007 году среди 41 человека в трудоспособном возрасте (15—64 лет) 23 были экономически активными, 18 — неактивными (показатель активности — 56,1 %, в 1999 году было 50,0 %). Из 23 активных работали 19 человек (13 мужчин и 6 женщин), безработных было 4 (2 мужчин и 2 женщины). Среди 18 неактивных 3 человека были учениками или студентами, 6 — пенсионерами, 9 были неактивными по другим причинам.

## Фотогалерея

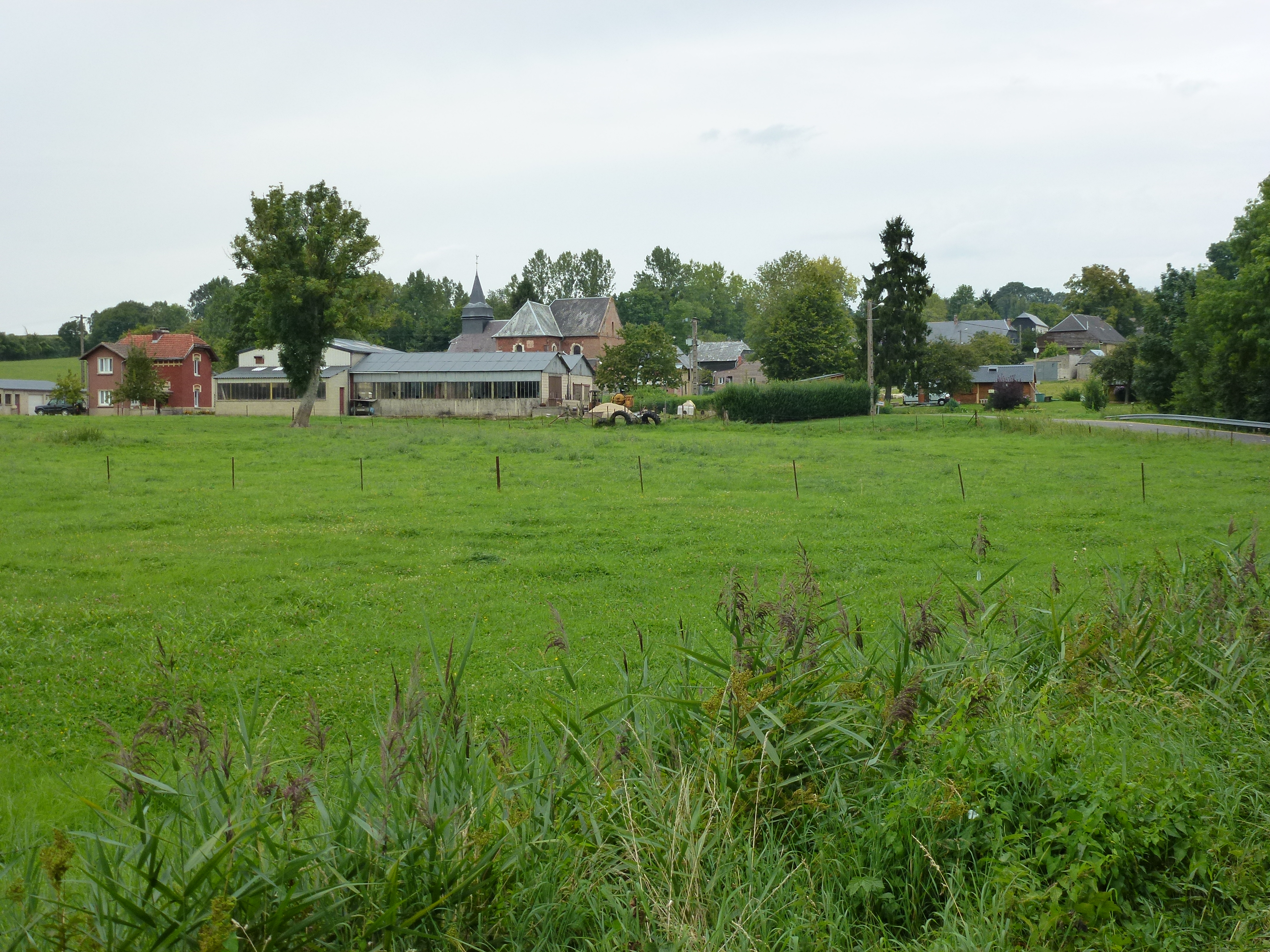
Рюбиньи
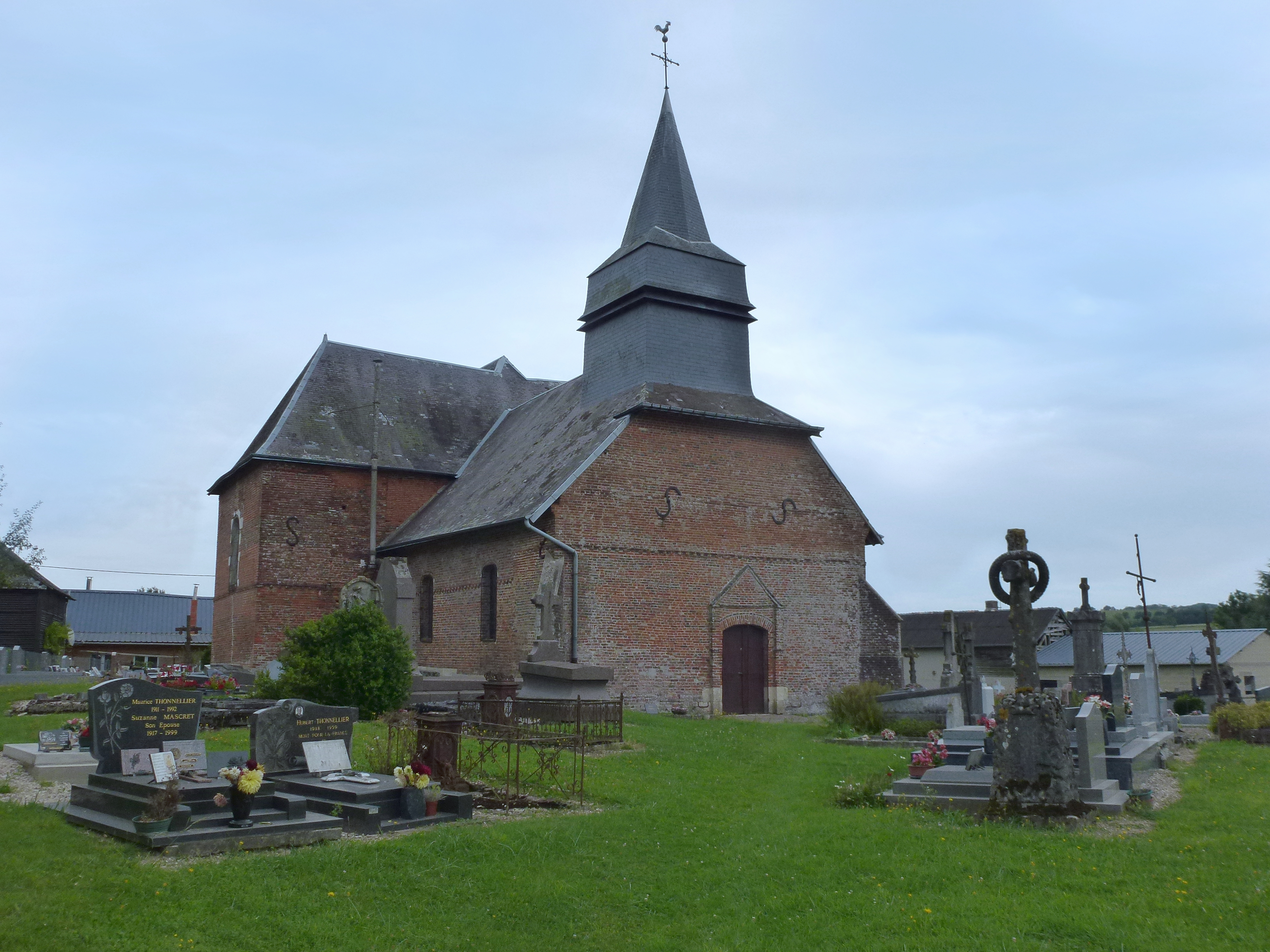
Церковь Сент-Женевьев
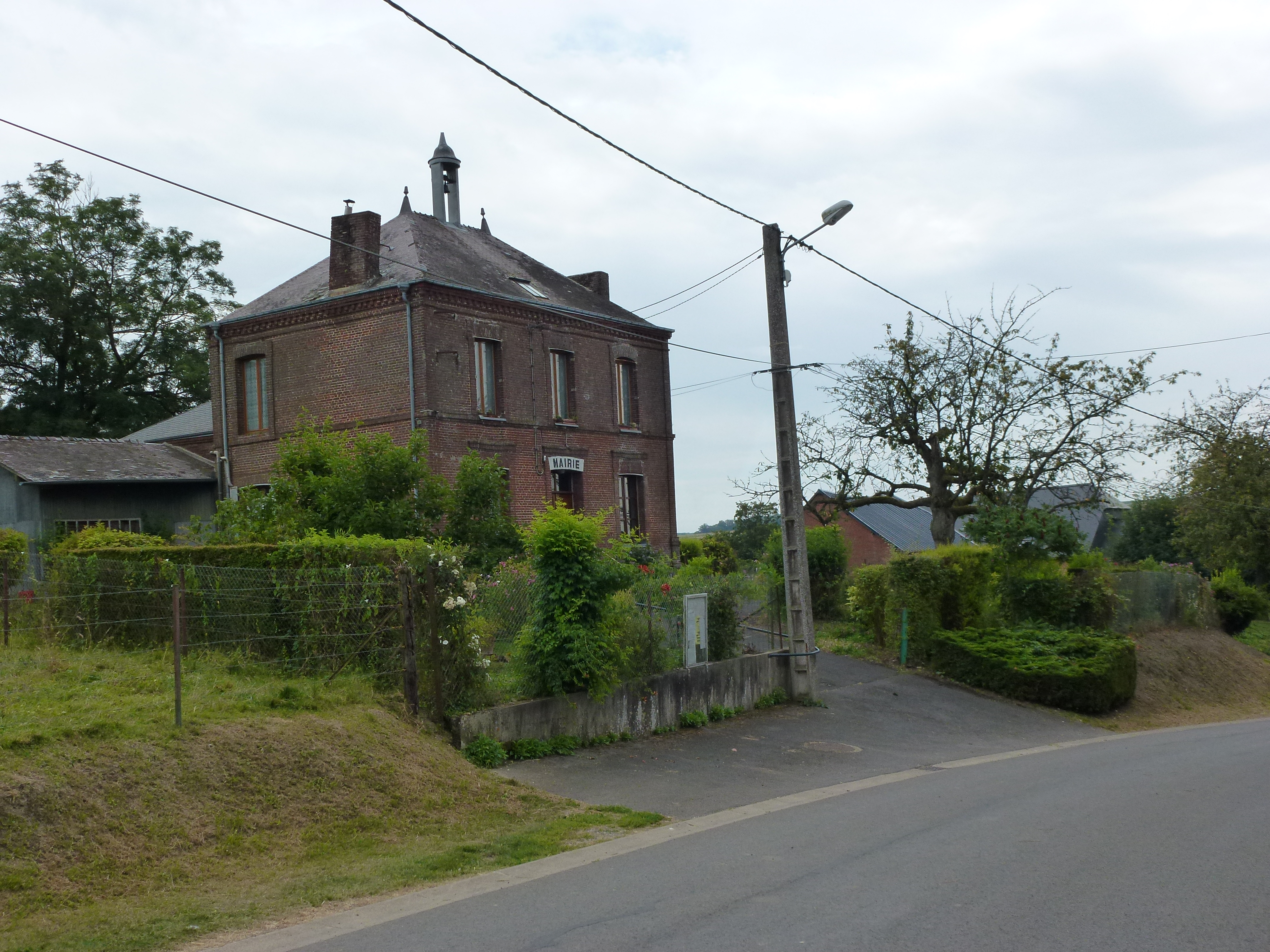
Мэрия
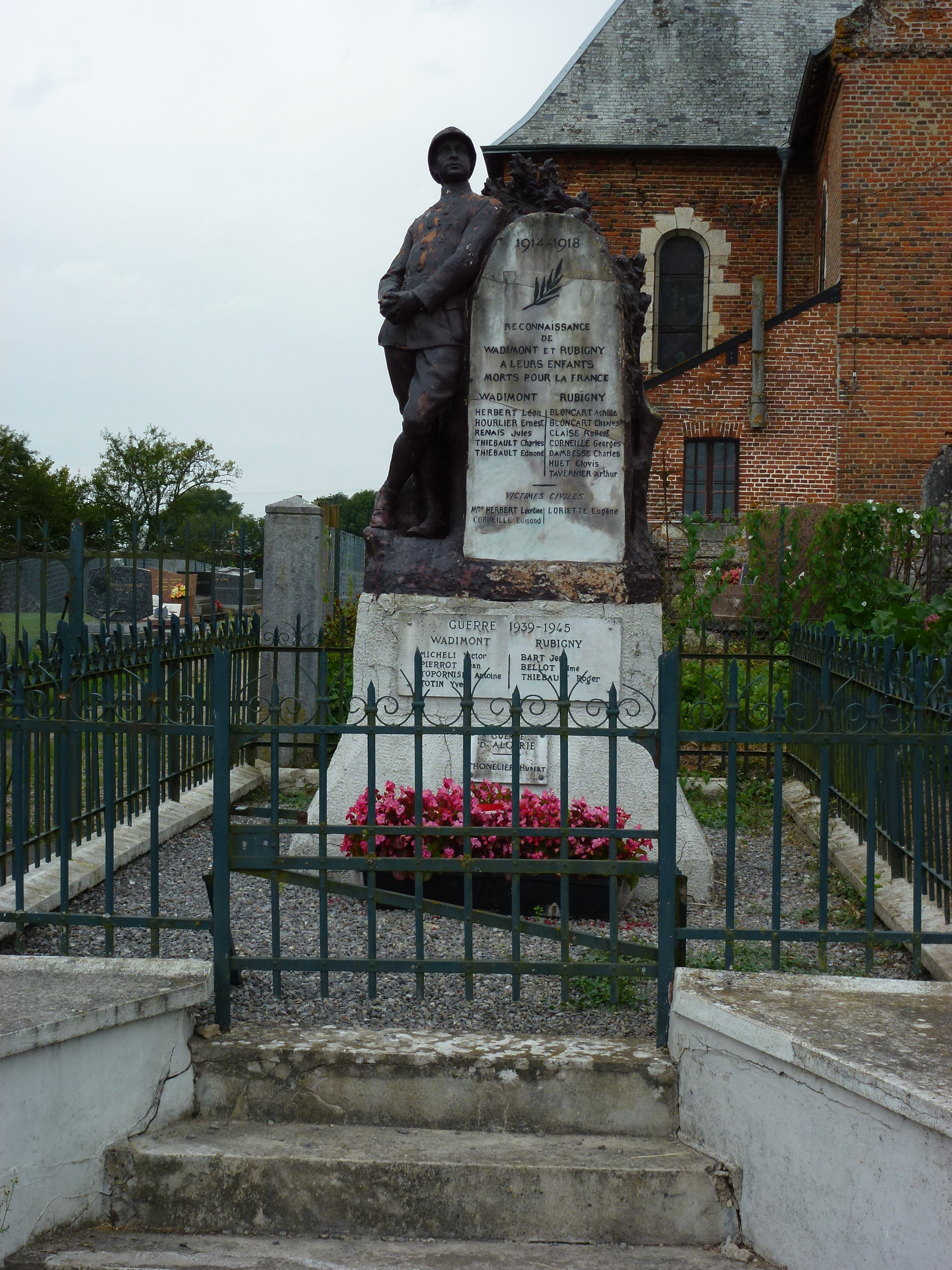
Памятник погибшим в Первой мировой войне